# Xanthocnemis zealandica
Xanthocnemis zealandica е вид водно конче от семейство Coenagrionidae. Видът не е застрашен от изчезване.

## Разпространение
Разпространен е в Нова Зеландия (Северен остров и Южен остров).

## Описание
Популацията на вида е стабилна.